# Cetonana laticeps
Cetonana laticeps is een spinnensoort uit de familie van de Trachelidae.
De wetenschappelijke naam van de soort werd in 1868 als Drassus laticeps gepubliceerd door Giovanni Canestrini.